# Département du Río San Juan
Pour les articles homonymes, voir Río San Juan.
Le département du Río San Juan (en espagnol : Departamento de Río San Juan) est un des 15 départements du Nicaragua. Il est étendu sur 7 473 km². Il s'agit du département le moins peuplé du Nicaragua, avec une population de 133 737 hab. (estimation 2019). Sa capitale est San Carlos.

## Histoire
Le département a été formé en 1957, par démembrement partiel du département de Chontales et suppression de l'ancien département de Zelaya. Il inclut aussi l'archipel des Solentiname sur le lac Nicaragua.

## Géographie
Le département dispose d'une façade maritime, à l'est, sur la mer des Antilles, et à l'ouest, d'une façade sur le lac Nicaragua.
Il est en outre limitrophe :
- au nord-est, de la région autonome de l'Atlántico Sur ;
- au sud, de la république du Costa Rica ;
- au nord-est, du département de Chontales.

## Municipalités
Le département est subdivisé en 6 municipalités :
1. El Almendro
2. El Castillo
3. Morrito
4. San Carlos
5. San Juan del Norte
6. San Miguelito